# Seznam poslanců Poslanecké sněmovny Říšské rady (1873–1879)
Toto je seznam poslanců Poslanecké sněmovny Říšské rady ve volebním období 1873–1879. Zahrnuje všechny členy Poslanecké sněmovny předlitavské (rakouské) Říšské rady v V. funkčním období od voleb do Říšské rady roku 1873 až do voleb do Říšské rady roku 1879. Celé funkční období zahrnovalo jedno zasedání sněmovny (VIII. zasedání).

## Seznam poslanců
| Jméno                           | Korunní země      | Kurie                                     | Volební obvod                                                          | Klub                           | Poznámka |
| ------------------------------- | ----------------- | ----------------------------------------- | ---------------------------------------------------------------------- | ------------------------------ | --- |
| Agopsowicz de Hasso Kajetan     | Halič             | velkostatkářská                           |                                                                        |                                | Zemřel 13. 11. 1874. |
| Alesani Hieronymus              | Bukovina          | velkostatkářská                           | 1. voličský sbor                                                       |                                | Slib složil 27. 10. 1874. |
| Antonietti Josip                | Dalmácie          | nejvýše zdanění                           |                                                                        | Klub levého středu             | Slib složil 30. 11. 1875. |
| Apfaltrer von Apfaltrern Otto   | Kraňsko           | velkostatkářská                           |                                                                        |                                | Rezign. oznám. na schůzi 20. 10. 1874. |
| Aresin-Fatton Josef             | Morava            | velkostatkářská                           |                                                                        | Klub levého středu             | |
| Attems Anton                    | Dol. Rakousy      | velkostatkářská                           |                                                                        |                                | |
| Auspitz Rudolf                  | Morava            | městská                                   | Mikulov, Hustopeče atd.                                                | Klub levice                    | |
| Badeni Kazimierz                | Halič             | venkovských obcí                          | Rzeszow, Kolbuszowa atd.                                               |                                | Nesložil slib, po volbě rezignoval na mandát. |
| Bajamonti Antonio               | Dalmácie          | obch. a živnost. komor                    | Split                                                                  | Italský klub                   | Slib složil 23. 3. 1874. |
| Banhans Anton                   | Čechy             | městská                                   | Žatec, Postoloprty atd.                                                | Klub levice                    | |
| Barbo-Waxenstein Jos. Em.       | Kraňsko           | venkovských obcí                          | Lublaň, Litija, Ribnica atd.                                           | Hohenwartův klub               | |
| Bärnfeind Anton                 | Štýrsko           | venkovských obcí                          | Judenburg atd.                                                         | Hohenwartův klub               | |
| Bareuther Ernst                 | Čechy             | městská                                   | Cheb, Františkovy Lázně atd.                                           | Klub pokroku                   | |
| Bartoszewski Karol              | Halič             | městská                                   | Rzeszów, Jarosław atd.                                                 | Polský klub                    | Slib složil 11. 11. 1873. |
| Baum von Appelshofen Józef      | Halič             | venkovských obcí                          | Wadowice, Myślenice atd.                                               | Polský klub                    | |
| Bažant Johann                   | Morava            | městská                                   | Moravská Třebová, Svitavy, Úsov atd.                                   | Klub levice                    | Rezign. oznám. na schůzi 19. 10. 1876. |
| Beer Adolf                      | Morava            | městská                                   | Šternberk, Uničov atd.                                                 | Klub levice                    | |
| Beeß Georg                      | Slezsko           | velkostatkářská                           |                                                                        |                                | |
| Begna Possedaria Cosimo         | Dalmácie          | městská / obch. komor                     | Zadar                                                                  | Klub levého středu             | Slib složil 4. 3. 1874. |
| Belcredi Egbert                 | Morava            | venkovských obcí                          | Brno, Vyškov atd.                                                      |                                | 4. 3. 1874 prohlášen mandát za zaniklý kvůli absenci. |
| Benc Valentin                   | Halič             | venkovských obcí                          | Ropczyce, Mielec, Tarnobrzeg atd.                                      | Polský klub                    | Slib složil 12. 1. 1878. |
| Bendella Theophil               | Bukovina          | velkostatkářská                           | 1. voličský sbor                                                       |                                | Dopisem z 7. 4. 1874 povolán do Panské sněmovny. |
| Bertolini di Monteplaneta Carlo | Tyrolsko          | městská / obchodních a živnost. komor     | Roveredo, Mori atd. / Roveredo                                         | Klub levice, pak Italský klub  | Rezign. oznám. dopisem 23. 6. 1877 z politických důvodů, 27. 11. 1877 opět složil slib. |
| Blaas Florian                   | Tyrolsko          | městská / obchodních a živnost. komor     | Bolzano, Merano, Glurns atd. / Bolzano                                 |                                | Slib složil 26. 2. 1875. |
| Blumencron Robert               | Čechy             | velkostatkářská                           |                                                                        | Klub levého středu             | |
| Bocheński Alojzy                | Halič             | velkostatkářská                           |                                                                        |                                | Slib složil 10. 11. 1873, rezign. oznám. na schůzi 20. 10. 1874. |
| Bonda Marino                    | Dalmácie          | venkovských obcí                          | Dubrovník, Korčula atd.                                                | Klub levého středu             | Slib složil 5. 11. 1873. |
| Bodyński Maksymilian            | Halič             | obch. a živnost. komor                    | Lvov                                                                   | Polský klub                    | Slib složil 21. 10. 1876. |
| Brader Cölestin                 | Tyrolsko          | velkostatkářská                           | 1. voličský sbor                                                       | Hohenwartův klub               | Slib složil 13. 11. 1873. |
| Brandis Heinrich                | Hor. Rakousy      | venkovských obcí                          | Freistadt, Leonfelden, Perg atd.                                       | Hohenwartův klub               | |
| Brandstetter Friedrich          | Štýrsko           | městská                                   | Maribor, Slovenska Bistrica, Slovenj Gradec, Ptuj, Ormož atd.          |                                | Rezign. oznám. dopisem 27. 11. 1875. |
| Brauner František August        | Čechy             | venkovských obcí                          | Plzeň, Kralovice, Klatovy atd.                                         |                                | Z politic. důvodů se nedostavil do sněmovny, jeho mandát pak i přes opak. zvolení prohlášen za zaniklý. |
| Brestel Rudolf                  | Dol. Rakousy      | městská                                   | Vídeň, I. okres                                                        | Klub levice                    | |
| Breuer Józef                    | Halič             | obch. a živnost. komor                    | Lvov                                                                   |                                | Slib složil 5. 11. 1873, rezign. oznám. na schůzi 19. 10. 1876. |
| Budig Johann                    | Morava            | městská                                   | Moravská Třebová, Svitavy, Úsov atd.                                   | Klub pokroku                   | Slib složil 19. 10. 1876. |
| Canaval Josef Leodegar          | Korutany          | obch. a živnost. komor                    | Klagenfurt                                                             |                                | |
| Carneri Bartholomäus            | Štýrsko           | velkostatkářská                           |                                                                        | Klub levice                    | |
| Ciani Giovanni                  | Tyrolsko          | velkostatkářská                           | 2. voličský sbor                                                       | Klub levice, pak Italský klub  | Rezign. oznám. dopisem 23. 6. 1877 z politických důvodů, 27. 11. 1877 opět složil slib. |
| Cienciała Jerzy                 | Slezsko           | venkovských obcí                          | Těšín, Fryštát, Bílsko atd.                                            | Polský klub                    | |
| Cieński Ludomir                 | Halič             | velkostatkářská                           |                                                                        |                                | Slib složil 10. 12. 1878. |
| Clam-Martinic Jindřich J.       | Čechy             | městská                                   | Slaný, Louny atd.                                                      |                                | Z politic. důvodů se nedostavil do sněmovny, jeho mandát pak i přes opak. zvolení prohlášen za zaniklý. |
| Claudi Eduard                   | Čechy             | městská                                   | Budějovice                                                             | Klub levice                    | |
| Cnobloch Carl                   | Korutany          | velkostatkářská                           |                                                                        |                                | Slib složil 10. 11. 1873, rezign. oznám. na schůzi 19. 10. 1875. |
| Colloredo-Mannsfeld Franz       | Čechy             | velkostatkářská                           |                                                                        | Klub levého středu             | Slib složil 23. 10. 1877. |
| Consolati Pietro                | Tyrolsko          | velkostatkářská                           | 2. voličský sbor                                                       |                                | Slib složil 19. 10. 1877. |
| Coronini-Cronberg Franz         | Gorice a Gradiška | městská / obchodních a živnost. komor     | Gorice a Gradiška / Gorice                                             | Klub levice, pak Klub pokroku  | |
| Cresseri Simone                 | Tyrolsko          | velkostatkářská                           | 2. voličský sbor                                                       | Klub levice                    | Rezign. oznám. dopisem 23. 6. 1877 z politických důvodů, 27. listopadu 1877 opět složil slib. |
| Czajkowski Alfons               | Halič             | velkostatkářská                           |                                                                        |                                | Slib složil 15. 1. 1879. |
| Czartoryski Jerzy Konstanty     | Halič             | velkostatkářská                           |                                                                        |                                | Rezignoval r. 1876. |
| Czaykowski Jan Euzebiusz        | Halič             | velkostatkářská                           |                                                                        |                                | Slib složil 2. 12. 1874. |
| Czerkawski Euzebiusz            | Halič             | městská                                   | Tarnopol, Berežany atd.                                                |                                | Slib složil 5. 11. 1873. |
| Czerkawski Julian               | Halič             | městská                                   | Lvov                                                                   |                                | Slib složil 3. 2. 1874, rezign. oznám. na schůzi 12. 1. 1878. |
| Čížek Antonín                   | Čechy             | venkovských obcí                          | Ml. Boleslav, Nymburk, Turnov, Mnich. Hradiště                         |                                | Z politic. důvodů se nedostavil do sněmovny, čímž jeho mandát 10. 12. 1873 prohlášen za zaniklý. |
| Daubek Eduard                   | Čechy             | velkostatkářská                           |                                                                        |                                | Rezign. oznám. na schůzi 4. 9. 1877. |
| Dehne August                    | Hor. Rakousy      | velkostatkářská                           |                                                                        |                                | Slib složil 22. 10. 1878 místo R. Handela. |
| d'Elvert Christian              | Morava            | městská                                   | Brno                                                                   | Klub levice                    | |
| Demel von Elswehr Johann        | Slezsko           | městská                                   | Těšín, Frýdek, Odry atd.                                               | Klub levice                    | |
| Deschmann Karl                  | Kraňsko           | venkovských obcí                          | Kočevje, Trebnje, Radeče atd.                                          | Klub levice                    | Slib složil 10. 11. 1873. |
| Dietrich Karl Wilhelm von       | Slezsko           | městská                                   | Krnov, Albrechtice, Vrbno pod Pradědem atd.                            |                                | Slib složil 10. 11. 1873, rezign. oznám. na schůzi 20. 10. 1874. |
| Dinstl Ferdinand                | Dol. Rakousy      | městská                                   | Krems, Stein, Zwettl atd.                                              | Nový klub pokroku              | |
| Di Pauli Anton                  | Tyrolsko          | městská                                   | Brixen, Sterzing atd.                                                  |                                | Rezign. oznám. na schůzi 30. 10. 1874. Po znovuzvolení se bez omluvy nedostavil do sněmovny, čímž jeho mandát 15. 3. 1875 prohlášen za zaniklý.                                                                                                  |
| Di Pauli Josef                  | Tyrolsko          | městská                                   | Brixen, Sterzing atd.                                                  | Hohenwartův klub               | Slib složil 30. 10. 1877. |
| Dittes Friedrich                | Dol. Rakousy      | městská                                   | Vídeň, III. okres                                                      | Klub demokratů                 | |
| Doblhoff-Dier Heinrich          | Dol. Rakousy      | velkostatkářská                           |                                                                        |                                | |
| Dordi Carlo                     | Tyrolsko          | venkovských obcí                          | Trento, Cembra, Borgo atd.                                             | Klub levice                    | Rezign. oznám. dopisem 23. 6. 1877 z politických důvodů, 27. 11. 1877 opět složil slib. |
| Dormitzer Maximilian            | Čechy             | obch. a živnost. komor                    | Praha                                                                  | Klub levice                    | |
| Dubsky Adolf                    | Morava            | velkostatkářská                           |                                                                        | Klub pokroku                   | |
| Duchatsch Ferdinand             | Štýrsko           | městská                                   | Maribor, Slovenska Bistrica, Slovenj Gradec, Ptuj, Ormož atd.          | Klub pokroku                   | Slib složil 8. 2. 1876. |
| Dumba Nikolaus                  | Dol. Rakousy      | venkovských obcí                          | Neustadt, Baden, Neunkirchen atd.                                      | Klub levice                    | |
| Dunajewski Julian               | Halič             | městská                                   | Biała, Nowy Sącz, Wieliczka atd.                                       | Polský klub                    | Slib složil 5. 11. 1873. |
| Dürrnberger Adolf               | Hor. Rakousy      | městská                                   | Wels, Urfahr atd.                                                      | Nový klub pokroku              | |
| Dworski Aleksander              | Halič             | městská                                   | Přemyšl, Grodek atd.                                                   | Polský klub                    | Rezign. oznám. na schůzi 4. 9. 1877. Po znovuzvolení 18. 9. 1877 opět složil slib. |
| Dzwonkowski Edward              | Halič             | velkostatkářská                           |                                                                        | Polský klub                    | |
| Edlbacher Max                   | Hor. Rakousy      | venkovských obcí                          | Gmunden, Ischl, Kirchdorf atd.                                         |                                | |
| Edlmann Ernst                   | Korutany          | venkovských obcí                          | Klagenfurt, Völkermarkt atd.                                           |                                | Slib složil 9. 10. 1877. |
| Egger Alois                     | Korutany          | městská                                   | Villach, Hermagor, Tarvis, Spital, Obervellach atd.                    |                                | Rezignace 20. 12. 1875. |
| Eichhoff Josef von              | Morava            | velkostatkářská                           |                                                                        | Klub levého středu             | |
| Fanderlík Josef                 | Morava            | městská                                   | Nové Město, Janovice, Bystřice atd.                                    | Hohenwartův klub               | Slib složil 21. 1. 1874. |
| Fáček František                 | Čechy             | venkovských obcí                          | Čáslav, Kutná Hora, Chotěboř atd.                                      |                                | Z politic. důvodů se nedostavil do sněmovny, jeho mandát pak i přes opak. zvolení prohlášen za zaniklý. |
| Fischer Franz                   | Hor. Rakousy      | venkovských obcí                          | Rohrbach, Aigen, Urfahr atd.                                           | Hohenwartův klub               | |
| Fluck v. Leidenkron Josef B.    | Dalmácie          | venkovských obcí                          | Split, Brač, Hvar, Vis                                                 | Klub levého středu             | Slib složil 23. 11. 1875. |
| Foregger Richard                | Štýrsko           | městská                                   | Celje, Mozirje, Rogatec, Brežice, Slovenske Konjice, Šoštanj atd.      | Klub pokroku                   | |
| Forster Emanuel                 | Čechy             | velkostatkářská                           |                                                                        | Klub levého středu             | Slib složil 11. 11. 1873. |
| Franceschi Giovanni Battista    | Istrie            | velkostatkářská                           |                                                                        | Klub levice                    | Rezign. oznám. na schůzi 4. 9. 1877. |
| Friedrich Anton                 | Čechy             | obch. a živnost. komor                    | Liberec                                                                | Klub levice                    | |
| Fuchs Johann                    | Slezsko           | venkovských obcí                          | Opava, Bílovec, Krnov atd.                                             |                                | |
| Furtmüller Rudolf               | Dol. Rakousy      | městská                                   | Korneuburg, Stockerau, Zistersdorf                                     | Klub pokroku                   | |
| Fürst Franz                     | Čechy             | městská                                   | Praha, Malá Strana                                                     | Klub levice                    | |
| Fürth Josef                     | Čechy             | obch. komor                               | Plzeň                                                                  | Klub levice                    | Slib složil 5. 11. 1873. |
| Fux Johann                      | Morava            | venkovských obcí                          | Znojmo, Dačice, Mikulov atd.                                           | Klub pokroku                   | |
| Ganahl Rudolf                   | Vorarlbersko      | městská / obchodních a živnost. komor     | Bregenz, Feldkirch atd. / Feldkirch                                    |                                | Slib složil 5. 11. 1873, rezign. oznám. na schůzi 22. 10. 1878. |
| Ganzwohl Josef                  | Morava            | venkovských obcí                          | Uh. Hradiště, Holešov atd.                                             | Hohenwartův klub               | Slib složil 21. 1. 1874. |
| Gentilini Luigi                 | Tyrolsko          | venkovských obcí                          | Roveredo, Riva, Tione atd.                                             |                                | Slib složil 23. 10. 1877. |
| Geusau Karl von                 | Dol. Rakousy      | velkostatkářská                           |                                                                        |                                | Rezignoval v říjnu 1874. Zemřel 17. 1. 1875. |
| Gierowski Julian                | Halič             | venkovských obcí                          | Zoločiv, Peremyšjany atd.                                              | Rusínský klub                  | |
| Giovanelli Ignaz                | Tyrolsko          | venkovských obcí                          | Bolzano, Kaltern, Merano atd.                                          |                                | Rezign. oznám. na schůzi 15. 3. 1875. |
| Giskra Karl                     | Morava            | městská                                   | Brno                                                                   | Klub levice                    | Rezign. oznám. dopisem 20. 2. 1879. |
| Gniewosz-Oleksów Edward         | Halič             | venkovských obcí                          | Sanok, Bruozow, Lisko atd.                                             | Polský klub                    | Rezign. oznám. na schůzi 19. 10. 1876, po znovuzvolení 21. 11. 1876 opět složil slib. |
| Gołąb Jan                       | Halič             | venkovských obcí                          | Lancut, Nisko atd.                                                     | Polský klub                    | [ 11 ] |
| Golejewski Antoni               | Halič             | velkostatkářská                           |                                                                        | Polský klub                    | Slib složil 7. 12. 1875, rezign. oznám. na schůzi 22. 10. 1878. |
| Gołuchowski Artur               | Halič             | městská                                   | Lvov                                                                   | Polský klub                    | Slib složil 27. 3. 1878. |
| Gomperz Julius                  | Morava            | obch. a živnost. komor                    | Brno                                                                   | Klub levice                    | |
| Gögl Johann                     | Dol. Rakousy      | obch. a živnost. komor                    | Vídeň                                                                  |                                | Rezign. oznám. na schůzi 19. 10. 1875. |
| Göllerich August                | Hor. Rakousy      | městská                                   | Freistadt, Perg, Rohrbach, Enns atd.                                   | Nový klub pokroku              | Rezign. oznám. dopisem 28. 4. 1878. |
| Götz Josef                      | Korutany          | velkostatkářská                           |                                                                        |                                | Slib složil 12. 11. 1875. |
| Graf von Gaderthurn Friedrich   | Tyrolsko          | venkovských obcí                          | Bruneck, Brixen, Lienz, Ampezzo                                        | Hohenwartův klub               | Rezign. oznám. dopisem 15. 3. 1875, 21. 10. 1875 po znovuzvolení opět složil slib. |
| Granitsch Georg                 | Dol. Rakousy      | venkovských obcí                          | Mistelbach, Feldsberg, Groß-Enzersdorf atd.                            | Klub levice                    | |
| Grebmer Wolfsthurn Eduard       | Tyrolsko          | městská / obchodních a živnost. komor     | Bolzano, Merano, Glurns / Bolzano                                      |                                | Slib složil 5. 11. 1873, zemřel 11. 1. 1875. |
| Grégr Eduard                    | Čechy             | venkovských obcí                          | Rychnov, Žamberk, Ústí nad Orlicí atd.                                 |                                | Z politic. důvodů se nedostavil do sněmovny, čímž jeho mandát 10. 12. 1873 prohlášen za zaniklý. |
| Grégr Julius                    | Čechy             | městská                                   | Hradec Králové, Náchod atd.                                            |                                | Z politic. důvodů se nedostavil do sněmovny, čímž jeho mandát 10. 12. 1873 a znovu po opětovné volbě 18. 12. 1874 prohlášen za zaniklý. |
| Greuter Josef                   | Tyrolsko          | venkovských obcí                          | Imst, Reutte, Landeck, Schlanders atd.                                 | Hohenwartův klub               | |
| Grocholski Kazimierz von        | Halič             | velkostatkářská                           |                                                                        | Polský klub                    | Slib složil 10. 11. 1873. |
| Groß Franz Xaver                | Hor. Rakousy      | městská                                   | Wels, Ederding, Vöcklabruck, Gmunden, Isch atd.                        | Nový klub pokroku              | |
| Gross Piotr                     | Halič             | velkostatkářská                           |                                                                        |                                | slib složil 10. 11. 1873, rezign. oznám. na schůzi 20. 10. 1874, po znovuzvolení opět rezignoval 27. 9. 1877, aniž by složil slib. |
| Grübler Michael                 | Morava            | městská                                   | Dačice atd.                                                            |                                | Rezign. oznám. na schůzi 19. 10. 1876. |
| Gudenus Ernst                   | Štýrsko           | venkovských obcí                          | Hartberg, Weiz atd.                                                    | Hohenwartův klub               | |
| Haase Theodor                   | Slezsko           | městská                                   | Bílsko, Strumeň, Skočov, Jablunkov                                     | Klub levice                    | |
| Hackelberg-Landau Rudolf A.     | Štýrsko           | velkostatkářská                           |                                                                        | Klub levice                    | |
| Hajdamacha Fedir                | Halič             | venkovských obcí                          | Zališčiki, Borščiv, Horodenka atd.                                     | Rusínský klub                  | Slib složil 5. 11. 1873. |
| Halka Hnat                      | Halič             | venkovských obcí                          | Terebovlja, Husjatyn atd.                                              | Rusínský klub                  | Slib složil 18. 11. 1873. |
| Haller v. Hallenburg Cezary E.  | Halič             | velkostatkářská                           |                                                                        |                                | Slib složil 4. 3. 1876, rezign. oznám. na schůzi 4. 9. 1877. |
| Haller von Hallenburg Władysław | Halič             | velkostatkářská                           |                                                                        | Polský klub                    | Slib složil 13. 9. 1877. |
| Hallwich Hermann                | Čechy             | městská                                   | Trutnov, Vrchlabí atd.                                                 | Klub levice                    | |
| Hammer-Purgstall Karl           | Štýrsko           | městská                                   | Hartberg, Feldbach, Weiz, Fürstenfeld atd.                             | Klub levice nebo Klub pokroku  | Zemřel 12. 2. 1879. |
| Handel Rudolf                   | Hor. Rakousy      | velkostatkářská                           |                                                                        |                                | Volba prohlášena 18. 12. 1874 za neplatnou, po znovuzvolení 11. 2. 1875 opět složil slib. Rezignoval r. 1878. |
| Hanisch Julius                  | Čechy             | venkovských obcí                          | Litomyšl, Lanškroun, Polička atd.                                      | Klub levice, pak nezařazený    | |
| Harant Friedrich                | Dol. Rakousy      | venkovských obcí                          | Amstetten, Ybbs, Scheibbs atd.                                         | Hohenwartův klub               | |
| Harrach Jan Nepomuk             | Čechy             | městská                                   | Litomyšl, Lanškroun, Polička atd.                                      |                                | Z politic. důvodů se nedostavil do sněmovny, jeho mandát pak i přes opak. zvolení prohlášen za zaniklý. |
| Haschek Adolf                   | Čechy             | venkovských obcí                          | Č. Lípa, Jablonné, Dubá, Bělá p. Bezdězem atd.                         | Klub levice                    | |
| Hausmann Čeněk                  | Čechy             | venkovských obcí (1873) městská (1874-76) | Něm. Brod, Polná, Ledeč atd. Tábor, Pacov, Humpolec atd.               |                                | Z politic. důvodů se nedostavil do sněmovny, jeho mandát prohlášen za zaniklý v prosinci 1873. Znovu zvolen v listopadu 1874 v městské kurii. Nepřevzal mandát a zbaven ho v lednu 1875. V říjnu 1875 zde znovu zvolen. Rezignoval v říjnu 1876. |
| Hausner Otto                    | Halič             | velkostatkářská                           |                                                                        | Polský klub                    | Slib složil 8. 2. 1878. |
| Havelec František               | Čechy             | městská                                   | Kolín, Poděbrady atd.                                                  |                                | Z politic. důvodů se nedostavil do sněmovny, jeho mandát pak i přes opak. zvolení prohlášen za zaniklý. |
| Hecke Wenzel                    | Čechy             | venkovských obcí                          | Karlovy Vary, Jáchymov atd.                                            |                                | Slib složil 30. 10. 1874, rezign. oznám. na schůzi 4. 9. 1877. |
| Heilsberg Josef Alfred          | Štýrsko           | městská                                   | Bruck, Leoben, Aflenz, Frohnleiten atd.                                | Klub pokroku                   | |
| Heinrich Josef                  | Čechy             | venkovských obcí                          | Žatec, Chomutov, Most, Teplice atd.                                    | Klub pokroku                   | |
| Heinz Anton                     | Slezsko           | městská / obchodních a živnost. komor     | Opava / Opava                                                          | Klub levice                    | |
| Held Gustav                     | Dol. Rakousy      | venkovských obcí                          | St. Pölten, Mölk, Lilienfeld, Tulln atd.                               | Klub pokroku                   | Rezign. oznám. na schůzi 22. 10. 1878. |
| Helferstorfer Othmar            | Dol. Rakousy      | velkostatkářská                           |                                                                        |                                | Rezign. oznám. dopisem 20. 1. 1874. |
| Herbst Eduard                   | Čechy             | venkovských obcí                          | Děčín, Rumburk, Cvikov, Šluknov atd.                                   | Klub levice, Nový klub pokroku | |
| Hermann Mihael                  | Štýrsko           | venkovských obcí                          | Ptuj, Rogaška Slatina, Ljutomer atd.                                   | Hohenwartův klub               | |
| Hessler Lambert                 | Čechy             | městská                                   | Písek, Domažlice, Volyně atd.                                          |                                | Z politic. důvodů se nedostavil do sněmovny, jeho mandát pak i přes opak. zvolení prohlášen za zaniklý. |
| Hevera Čeněk                    | Čechy             | venkovských obcí                          | Kolín, Poděbrady atd.                                                  |                                | Z politic. důvodů se nedostavil do sněmovny, jeho mandát pak i přes opak. zvolení prohlášen za zaniklý. |
| Hippoliti Luigi                 | Tyrolsko          | venkovských obcí                          | Trento, Cembra, Borgo atd.                                             |                                | Slib složil 19. 10. 1877. |
| Hofer Andreas                   | Tyrolsko          | velkostatkářská                           | 2. voličský sbor                                                       |                                | Slib složil 1. 5. 1877. |
| Hoffer Karl                     | Dol. Rakousy      | městská                                   | Vídeň, IX. okres                                                       | Klub pokroku                   | |
| Hohenwart Karl                  | Kraňsko           | venkovských obcí                          | Kranj, Kamnik, Radovljica atd.                                         | Hohenwartův klub               | |
| Holzer Josef                    | Korutany          | venkovských obcí                          | St. Veit, Friesach, Wolfsberg atd.                                     |                                | |
| Hopfen Franz von                | Morava            | velkostatkářská                           |                                                                        | Klub levého středu             | |
| Horodyski Tomasz                | Halič             | velkostatkářská                           |                                                                        | Polský klub                    | |
| Hoszard Franciszek              | Halič             | venkovských obcí                          | Bochina, Bresko atd.                                                   |                                | Rezign. oznám. dopisem 1. 12. 1877. |
| Hočevar Martin                  | Kraňsko           | městská                                   | Novo mesto, Višnja Gora atd.                                           | Klub levice                    | |
| Hurmuzachi Gheorghe             | Bukovina          | velkostatkářská                           | 2. voličský sbor                                                       | Hohenwartův klub               | Slib složil 3. 2. 1874. |
| Chełmecki Jan                   | Halič             | venkovských obcí                          | Nowy Sącz, Limanowa, Nowy Targ atd.                                    | Polský klub                    | |
| Chrzanowski Leon                | Halič             | velkostatkářská                           |                                                                        | Polský klub                    | |
| Isbary Rudolf                   | Dol. Rakousy      | obch. a živnost. komor                    | Vídeň                                                                  | Klub levice                    | |
| Jaksch v. Wartenhorst Friedr.   | Čechy             | velkostatkářská                           |                                                                        |                                | Slib složil 22. 10. 1878. |
| Janda Václav                    | Čechy             | venkovských obcí                          | Roudnice, Louny, Mělník, Slaný atd.                                    |                                | Z politic. důvodů se nedostavil do sněmovny, čímž jeho mandát 10. 12. 1873 prohlášen za zaniklý. |
| Janowski Ambroży                | Halič             | venkovských obcí                          | Žovkva, Sokal, Rava atd.                                               | Rusínský klub                  | |
| Jasiński Józef                  | Halič             | venkovských obcí                          | Jasło, Gorlice, Krosno atd.                                            | Polský klub                    | |
| Jaworski Apolinary              | Halič             | velkostatkářská                           |                                                                        | Polský klub                    | |
| Jenison-Walworth Friedrich      | Morava            | velkostatkářská                           |                                                                        | Klub levého středu             | Slib složil 25. 9. 1877. |
| Jeřábek František               | Čechy             | venkovských obcí                          | Ml. Boleslav, Nymburk, Turnov, Mnichovo Hradiště atd.                  |                                | Z politic. důvodů se nedostavil do sněmovny, jeho mandát pak i přes opak. zvolení prohlášen za zaniklý. |
| Jeřábek Jan                     | Čechy             | venkovských obcí                          | Hradec Králové, Jaroměř, Nové Město atd.                               |                                | Z politic. důvodů se nedostavil do sněmovny, jeho mandát pak i přes opak. zvolení prohlášen za zaniklý. |
| Jessernigg Gabriel von          | Korutany          | městská                                   | Klagenfurt                                                             |                                | Rezign. oznám. dopisem 24. 12. 1878. |
| Jungbauer Johann                | Čechy             | venkovských obcí                          | Prachatice, Nýrsko, Sušice atd.                                        |                                | Slib složil 10. 11. 1873, jeho mandát zanikl 10. 12. 1873 na základě rozhodnutí o neplatnosti volby. |
| Juzyczyński Antoni              | Halič             | venkovských obcí                          | Přemyšl, Bircza, Mościska atd.                                         | Rusínský klub                  | |
| Kabat Maurycy                   | Halič             | velkostatkářská                           |                                                                        | Polský klub                    | |
| Kačala Stepan                   | Halič             | městská                                   | Tarnów, Bochnia                                                        | Polský klub                    | |
| Kaizl Edmund                    | Čechy             | venkovských obcí                          | Karlín, Brandýs, Jílové atd.                                           |                                | Z politic. důvodů se nedostavil do sněmovny, jeho mandát pak i přes opak. zvolení prohlášen za zaniklý. |
| Kaiser Ignaz                    | Dol. Rakousy      | venkovských obcí                          | Korneuburg, Oberhollabrunn, Retz atd.                                  | Nový klub pokroku              | |
| Kallir Nathan                   | Halič             | obch. a živnost. komor                    | Brody                                                                  | Klub levého středu             | |
| Kálnoky Béla                    | Morava            | velkostatkářská                           |                                                                        | Klub levého středu             | Rezign. oznám. na schůzi 22. 10. 1878. |
| Kamiński Ignacy                 | Halič             | městská                                   | Stanislavov, Tysmenicja atd.                                           | Polský klub                    | Slib složil 10. 11. 1873. |
| Kardasch Gregor                 | Čechy             | městská                                   | Krumlov, Kaplice atd.                                                  | Klub levice                    | Rezign. oznám. na schůzi 19. 10. 1875, po znovuzvolení 23. 11. 1875 opět složil slib. Další rezign. oznám. dopisem 22. 4. 1877. |
| Karlon Alois                    | Štýrsko           | venkovských obcí                          | Leibnitz, Deutsch-Landsberg atd.                                       | Hohenwartův klub               | |
| Keil Franz                      | Salcbursko        | městská / obchodních a živnost. komor     | Salzburg                                                               |                                | |
| Keller Eduard                   | Dalmácie          | nejvýše zdanění                           |                                                                        |                                | Slib složil 10. 11. 1873, rezign. oznám. na schůzi 19. 10. 1875. |
| Kellersperg Ernst Leopold       | Štýrsko           | velkostatkářská                           |                                                                        | Klub levého středu             | Slib složil 5. 11. 1873, zemřel 22. 4. 1879. |
| Khevenhüller-Metsch J. K.       | Čechy             | velkostatkářská                           |                                                                        |                                | Rezign. oznám. dopisem 13. 5. 1878. |
| Kielmannsegg Karl               | Dol. Rakousy      | velkostatkářská                           |                                                                        |                                | |
| Kinský Bedřich Karel            | Čechy             | venkovských obcí                          | Rychnov, Žamberk, Wildenschwert atd.                                   |                                | Z politic. důvodů se nedostavil do sněmovny, jeho mandát pak i přes opak. zvolení prohlášen za zaniklý. |
| Kinsky Christian                | Dol. Rakousy      | velkostatkářská                           |                                                                        |                                | |
| Kirchmayer Julian               | Halič             | venkovských obcí                          | Krakov, Wieliczka atd.                                                 |                                | Zemřel 24. 4. 1874. |
| Klaić Miho                      | Dalmácie          | venkovských obcí                          | Zadar, Pag, Rab, Benkovac atd.                                         | Hohenwartův klub               | Nesložil slib a jeho volba byla na schůzi 10. 12. 1873 anulována, po znovuzvolení 21. 3. 1874 složil slib. |
| Klaudy Karel Leopold            | Čechy             | městská                                   | Praha, Staré Město.                                                    |                                | Z politic. důvodů se nedostavil do sněmovny, jeho mandát pak i přes opak. zvolení prohlášen za zaniklý. |
| Kleissl Jan                     | Čechy             | městská                                   | Plzeň                                                                  |                                | Z politic. důvodů se nedostavil do sněmovny, jeho mandát pak i přes opak. zvolení prohlášen za zaniklý. |
| Klepsch Adolf                   | Čechy             | městská                                   | Rumburk, Krásná Lípa atd.                                              | Klub pokroku                   | Slib složil 10. 11. 1873. |
| Kletečka Emanuel                | Čechy             | městská                                   | Tábor, Pacov atd.                                                      |                                | Z politic. důvodů se nedostavil do sněmovny, jeho mandát pak i přes opak. zvolení prohlášen za zaniklý. |
| Klier Franz                     | Čechy             | městská                                   | Děčín, Podmokly atd.                                                   | Klub levice, pak nezařazený    | |
| Klimeš Josef                    | Čechy             | venkovských obcí                          | Chrudim, Pardubice atd.                                                |                                | Z politic. důvodů se nedostavil do sněmovny, jeho mandát pak i přes opak. zvolení prohlášen za zaniklý. |
| Klinkosch Heinrich              | Hor. Rakousy      | městská                                   | Ried, Braunau, Mattighofen, Schärding atd.                             | Nový klub pokroku              | Slib složil 21. 1. 1874. |
| Kochanowski v. Stawczan A.      | Bukovina          | městská                                   | Černovice                                                              |                                | |
| Königsmann Oswald               | Halič             | městská                                   | Kolomyja, Sňatyn, Bučač                                                | Klub levice                    | |
| Konopka Henryk                  | Halič             | velkostatkářská                           |                                                                        | Polský klub                    | Slib složil 12. 12. 1876. |
| Köpel Mathias                   | Čechy             | venkovských obcí                          | Krumlov, Kaplice, Jindřichův Hradec atd.                               | Klub levice                    | Slib složil 5. 2. 1875. |
| Kopp Josef                      | Dol. Rakousy      | městská                                   | Vídeň, VI. okres                                                       | Klub pokroku                   | |
| Korb v. Weidenheim Karl (ml.)   | Čechy             | velkostatkářská                           |                                                                        | Klub levého středu             | Rezign. oznám. na schůzi 22. 10. 1878. |
| Korb v. Weidenheim Karl (st.)   | Čechy             | velkostatkářská                           |                                                                        | Klub levého středu             | [ 21 ] |
| Kotz von Dobrz Ferdinand        | Čechy             | velkostatkářská                           |                                                                        | Klub levého středu             | |
| Kotz von Dobrz Wilhelm          | Čechy             | velkostatkářská                           |                                                                        |                                | Slib složil 22. 10. 1878. |
| Kovalskyj Vasyl                 | Halič             | venkovských obcí                          | Stryj, Drohobyč atd.                                                   | Rusínský klub                  | |
| Kozłowski Zygmunt               | Halič             | velkostatkářská                           |                                                                        | Polský klub                    | |
| Kralert František               | Čechy             | venkovských obcí                          | Tábor, Pelhřimov atd.                                                  |                                | Z politic. důvodů se nedostavil do sněmovny, jeho mandát pak i přes opak. zvolení prohlášen za zaniklý. |
| Krasicki Jan Kanty Maria        | Halič             | venkovských obcí                          | Jarosław, Cieszanow atd.                                               | Polský klub                    | |
| Krasyckyj Josyp                 | Halič             | venkovských obcí                          | Brody, Kamionka atd.                                                   | Rusínský klub                  | |
| Kratochvíle Jan                 | Čechy             | venkovských obcí                          | Tábor, Pelhřimov atd.                                                  |                                | Z politic. důvodů se nedostavil do sněmovny, čímž jeho mandát prohlášen za zaniklý. |
| Kronawetter Ferdinand           | Dol. Rakousy      | městská                                   | Vídeň, VIII. okres                                                     | Klub demokratů                 | |
| Krofta Josef                    | Čechy             | městská                                   | Plzeň                                                                  |                                | Zvolen v roce 1877. Z politických důvodů se nedostavil do sněmovny, čímž jeho mandát prohlášen za zaniklý. |
| Krynyckyj Lukylijan             | Halič             | venkovských obcí                          | Sambir, Staremiasto, Turka atd.                                        | Rusínský klub                  | |
| Krzeczunowicz Kornel            | Halič             | velkostatkářská                           |                                                                        | Polský klub                    | Slib složil 20. 2. 1874. |
| Kryžanovskyj Havryjil           | Halič             | venkovských obcí                          | Bučač, Čortkiv                                                         | Rusínský klub                  | |
| Kübeck Guido                    | Štýrsko           | venkovských obcí                          | Štýrský Hradec, Voitsberg atd.                                         | Klub levého středu             | |
| Kübeck Max                      | Morava            | velkostatkářská                           |                                                                        | Klub levého středu             | |
| Kuranda Ignaz                   | Dol. Rakousy      | městská                                   | Vídeň, I. okres                                                        | Klub levice                    | |
| Kusý Wolfgang                   | Morava            | venkovských obcí                          | Brno, Vyškov atd.                                                      | Hohenwartův klub               | Slib složil 20. 10. 1874. |
| Kutschera Karl                  | Čechy             | velkostatkářská                           |                                                                        | Klub levého středu             | Slib složil 23. 10. 1877. |
| Ladenburg Ludwig                | Čechy             | velkostatkářská                           |                                                                        |                                | Zemřel 1877. |
| Landau Joachim                  | Halič             | městská                                   | Brody, Zoločiv atd.                                                    | Klub levice                    | Zemřel 26. 7. 1878. |
| Langer-Podgoro Franz Victor     | Kraňsko           | velkostatkářská                           |                                                                        |                                | Slib složil 20. 10. 1874. |
| Lapenna Alois von               | Dalmácie          | venkovských obcí                          | Split, Brač, Hvar, Vis                                                 |                                | Slib složil 10. 11. 1873, rezign. oznám. na schůzi 19. 10. 1875. |
| Latzel Adolf                    | Slezsko           | velkostatkářská                           |                                                                        |                                | Rezign. oznám. na schůzi 22. 10. 1878. |
| Leiner Heinrich                 | Čechy             | velkostatkářská                           |                                                                        | Klub levého středu             | |
| Łępkowski Maksymilian           | Halič             | velkostatkářská                           |                                                                        | Polský klub                    | Slib složil 10. 11. 1873. |
| Liebieg Franz von               | Čechy             | městská                                   | Liberec                                                                | Klub levice                    | |
| Liechtenstein Aloys             | Salcbursko        | velkostatkářská                           |                                                                        |                                | Slib složil 22. 10. 1878. |
| Lienbacher Georg                | Salcbursko        | venkovských obcí                          | Salzburg, Golling atd.                                                 | Hohenwartův klub               | |
| Ljubiša Stjepan Mitrov          | Dalmácie          | venkovských obcí                          | Kotor, Risan, Budva                                                    | Klub levého středu             | Slib složil 13. 11. 1873, zemřel 11. 11. 1878. |
| Lobkowicz Jiří Kristián         | Čechy             | městská                                   | Ml. Boleslav, Turnov atd.                                              |                                | Z politic. důvodů se nedostavil do sněmovny, jeho mandát pak i přes opak. zvolení prohlášen za zaniklý. |
| Löffler Wenzl                   | Čechy             | venkovských obcí                          | Karlovy Vary, Jáchymov atd.                                            |                                | Rezign. oznám. na schůzi 20. 10. 1874. |
| Laudon Ernst                    | Morava            | velkostatkářská                           |                                                                        |                                | Rezign. oznám. dopisem 27. 6. 1877. |
| Lumbe Karl                      | Čechy             | velkostatkářská                           |                                                                        | Klub levého středu             | Slib složil 23. 11. 1873. |
| Lustkandl Wenzel                | Dol. Rakousy      | městská                                   | Baden, Mödling, Schwechat atd.                                         |                                | Slib složil 10. 12. 1878. |
| Mackowitz Alois                 | Tyrolsko          | velkostatkářská                           | 2. voličský sbor                                                       |                                | Slib složil 23. 4. 1877. |
| Madejewski Feliks               | Halič             | městská                                   | Sambir, Stryj, Drohobyč                                                |                                | Volba 10. 12. 1873 anulována. |
| Magg Julius                     | Štýrsko           | obch. a živnost. komor                    | Štýrský Hradec                                                         | Klub pokroku                   | Slib složil 19. 10. 1876. |
| Marchetti Giacomo               | Tyrolsko          | venkovských obcí                          | Roveredo, Riva, Tione atd.                                             | Klub levice                    | Rezign. oznám. dopisem 23. 6. 1877 z politických důvodů. |
| Mašek Josef Ladislav            | Čechy             | venkovských obcí                          | Jičín, Hořice, Jilemnice                                               |                                | Z politic. důvodů se nedostavil do sněmovny, jeho mandát pak i přes opak. zvolení prohlášen za zaniklý. |
| Mattuš Karel                    | Čechy             | městská                                   | Ml. Boleslav, Turnov atd.                                              |                                | Zvolen 1878. |
| Mauthner Max                    | Dol. Rakousy      | obch. a živnost. komor                    | Vídeň                                                                  |                                | Slib složil 18. 3. 1879. |
| Mayer Ernst                     | Čechy             | venkovských obcí                          | Prachatice, Sušice, Horní Planá atd.                                   | Klub levice                    | Slib složil 4. 3. 1874. |
| Mayerhofer Franz                | Dol. Rakousy      | městská                                   | Vídeň, I. okres                                                        |                                | Rezign. oznám. na schůzi 20. 10. 1874, přičemž již předtím zemřel. |
| Meißler Anton                   | Čechy             | městská                                   | Litoměřice, Lovosice atd.                                              | Klub pokroku                   | |
| Melchiori Josef                 | Tyrolsko          | velkostatkářská                           | 2. voličský sbor                                                       |                                | Slib složil 5. 11. 1873, rezign. oznám. dopisem 19. 2. 1877. |
| Mendelsburg Albert              | Halič             | obch. a živnost. komor                    | Krakov                                                                 | Polský klub                    | Slib složil 5. 11. 1873. |
| Mendini Celeste                 | Tyrolsko          | městská                                   | Trento, Cles atd.                                                      |                                | Slib složil 27. 10. 1874, rezign. oznám. dopisem 23. 6. 1877 z politických důvodů. |
| Menger Max                      | Slezsko           | městská                                   | Krnov, Albrechtice, Frývaldov atd.                                     |                                | Slib složil 25. 1. 1875. |
| Mezník Antonín                  | Morava            | venkovských obcí                          | Jihlava, Třebíč atd.                                                   | Hohenwartův klub               | Slib složil 21. 1. 1874. |
| Mieroszowski Stanisław          | Halič             | venkovských obcí                          | Krakov, Wieliczka atd.                                                 | Polský klub                    | Slib složil 20. 10. 1874. |
| Milde Josef                     | Čechy             | městská                                   | Příbram, Dobříš, Blatná atd.                                           |                                | Z politic. důvodů se nedostavil do sněmovny, jeho mandát pak i přes opak. zvolení prohlášen za zaniklý. |
| Mildschuh Vilibald              | Morava            | venkovských obcí                          | Kroměříž, Přerov, Prostějov atd.                                       | Hohenwartův klub               | Slib složil 21. 1. 1874. |
| Mises Hermann                   | Halič             | městská                                   | Sambir, Stryj, Drohobyč                                                | Klub levice                    | Nastoupil po anulování mandátu F. Madejewského. Slib složil 21. 1. 1874. |
| Monti Lovro                     | Dalmácie          | venkovských obcí                          | Šibenik, Berlicca, Knin                                                | Hohenwartův klub               | Slib složil 21. 1. 1874. |
| Moritsch Anton                  | Korutany          | městská                                   | Villach, Hermagor, Tarvis, Spital, Obervellach atd.                    |                                | Slib složil 15. 2. 1876. |
| Moro Leopold                    | Korutany          | městská                                   | Klagenfurt                                                             |                                | Slib složil 18. 3. 1879. |
| Nabergoj Ivan                   | Terst             | městská                                   | čtvrtý voličský sbor a obvod Terst                                     | Hohenwartův klub               | |
| Naumovyč Ivan                   | Halič             | venkovských obcí                          | Tarnopol, Zbaraj, Skałat atd.                                          | Rusínský klub                  | |
| Negrelli Nicola                 | Tyrolsko          | venkovských obcí                          | Cles, Fondo, Cavalese atd.                                             | Hohenwartův klub               | Slib složil 12. 10. 1877. |
| Neubauer František              | Čechy             | venkovských obcí                          | Něm. Brod, Polná, Ledeč atd.                                           |                                | Z politic. důvodů se nedostavil do sněmovny, jeho mandát pak i přes opak. zvolení prohlášen za zaniklý. |
| Neumann Wenzel                  | Čechy             | venkovských obcí                          | Liberec, Č. Dub, Jablonec atd.                                         | Klub levice                    | |
| Neumann Stanislav               | Čechy             | městská                                   | Příbram, Dobříš, Blatná atd.                                           |                                | Z politic. důvodů se nedostavil do sněmovny, jeho mandát pak i přes opak. zvolení prohlášen za zaniklý. |
| Neumayer Mathias                | Salcbursko        | venkovských obcí                          | St. Johann, Tamsweg, Zell am See atd.                                  | Hohenwartův klub               | |
| Neuwirth Josef                  | Morava            | obch. a živnost. komor                    | Brno                                                                   | Klub levice                    | |
| Nischelwitzer Oswald            | Korutany          | venkovských obcí                          | Spital, Gmünd, Hermagor atd.                                           |                                | |
| Nitsche Friedrich               | Čechy             | městská                                   | Krumlov, Kaplice atd.                                                  | Klub levice                    | Slib složil 6. 7. 1877. |
| Nittinger Robert                | Čechy             | venkovských obcí                          | Smíchov, Rakovník atd.                                                 |                                | Z politic. důvodů se nedostavil do sněmovny, čímž jeho mandát prohlášen za zaniklý. |
| Novák František                 | Čechy             | venkovských obcí                          | Smíchov, Zbraslav, Rakovník atd.                                       |                                | Zvolen r. 1877. Z politických důvodů se nedostavil do sněmovny, čímž jeho mandát r. 1877 prohlášen za zaniklý. |
| Obentraut Adolf von             | Čechy             | venkovských obcí                          | Karlovy Vary, Jáchymov atd.                                            | nezařazený                     | Slib složil 25. 9. 1877. |
| Oberleithner Eduard             | Morava            | venkovských obcí                          | Olomouc, Šternberk, Šumperk atd.                                       | Klub levice, pak nezařazený    | |
| Oelz Josef Anton                | Vorarlbersko      | venkovských obcí                          | Bregenz, Bregenzerwald, Dornbirn                                       | Hohenwartův klub               | Slib složil 21. 11. 1873. |
| Ofner Johann                    | Dol. Rakousy      | městská                                   | St. Pölten, Scheibs, Klosterneuburg atd.                               | Nový klub pokroku              | |
| Oliva Alois                     | Čechy             | městská                                   | Karlín, Vyšehrad, Smíchov atd.                                         |                                | Z politic. důvodů se nedostavil do sněmovny, jeho mandát pak i přes opak. zvolení prohlášen za zaniklý. |
| Oppenheimer Ludwig              | Čechy             | velkostatkářská                           |                                                                        | Klub levého středu             | |
| Ozarkevyč Ivan                  | Halič             | venkovských obcí                          | Kolomyja, Kosiv, Sňatyn atd.                                           | Rusínský klub                  | |
| Pacher von Theinburg Gustav     | Korutany          | obch. a živnost. komor                    | Klagenfurt                                                             |                                | Slib složil 26. 4. 1877. |
| Panowsky Karl                   | Morava            | městská                                   | Znojmo, Dačice, Mikulov atd.                                           | Klub pokroku                   | Slib složil 19. 10. 1876. |
| Pauer Johann Paul               | Štýrsko           | velkostatkářská                           |                                                                        | Klub levice                    | |
| Pavlinović Mihovil              | Dalmácie          | venkovských obcí                          | Sinj, Imotski, Makarska atd.                                           | Hohenwartův klub               | Slib složil 19. 11. 1873. |
| Pavlykiv Teofil                 | Halič             | venkovských obcí                          | Berežany, Rohatyn, Podhayce atd.                                       | Rusínský klub                  | |
| Peez Alexander                  | Čechy             | obch. a živnost. komor                    | Liberec                                                                | Klub levice                    | Slib složil 19. 10. 1876. |
| Perger von Pergenau Heinrich    | Dol. Rakousy      | městská                                   | Baden, Mödling, Schwechat atd.                                         | Klub levice                    | Zemřel 25. 9. 1878. |
| Petrino Alexander von           | Bukovina          | velkostatkářská                           | 2. voličský sbor                                                       |                                | Slib složil 10. 11. 1873, rezign. oznám. na schůzi 19. 10. 1876. |
| Petritsch Mathias               | Korutany          | venkovských obcí                          | Villach, Rosegg, Ferlach atd.                                          |                                | |
| Petrowicz Wincenty              | Halič             | velkostatkářská                           |                                                                        | Polský klub                    | Slib složil 5. 11. 1873. |
| Petruševyč Antonij              | Halič             | venkovských obcí                          | Kałusz, Dolina, Bóbrka atd.                                            | Rusínský klub                  | |
| Pfeifer Viljem                  | Kraňsko           | venkovských obcí                          | Novo mesto, Krško, Črnomelj atd.                                       | Hohenwartův klub               | |
| Pflügl Albert                   | Hor. Rakousy      | venkovských obcí                          | Wels, Vöcklabruck atd.                                                 | Hohenwartův klub               | |
| Pillersdorff Hermann von        | Morava            | velkostatkářská                           |                                                                        | Klub levého středu             | |
| Pino von Friedenthal Felix      | Bukovina          | venkovských obcí                          | Vyžnycja, Putilla, Kicmaň atd.                                         |                                | |
| Pirko Karl                      | Dol. Rakousy      | venkovských obcí                          | St. Pölten, Mölk, Lilienfeld, Tulln atd.                               |                                | Slib složil 10. 12. 1878. |
| Pirquet Peter                   | Dol. Rakousy      | velkostatkářská                           |                                                                        |                                | Slib složil 27. 2. 1874. |
| Planck von Planckburg Eduard    | Hor. Rakousy      | velkostatkářská                           |                                                                        |                                | Volba 18. 12. 1874 anulována, 9. 2. 1875 po znovuzvolení opět složil slib. |
| Platzer Vilém                   | Čechy             | venkovských obcí                          | Budějovice, Třeboň, Týn n. Vltavou atd.                                |                                | Z politic. důvodů se nedostavil do sněmovny, jeho mandát pak i přes opak. zvolení prohlášen za zaniklý. |
| Plener Ernst                    | Čechy             | obch. a živnost. komor                    | Cheb                                                                   | Klub levice                    | |
| Poche-Lettmayer Eugen           | Morava            | velkostatkářská                           |                                                                        | Klub levého středu             | Slib složil 23. 4. 1877. |
| Polanowski Stanisław            | Halič             | velkostatkářská                           |                                                                        |                                | Slib složil 10. 11. 1873, rezign. oznám. na schůzi 20. 10. 1874. |
| Polesini Gian Paolo             | Istrie            | venkovských obcí                          | Poreč, Koper, Pula atd.                                                | Klub levice                    | |
| Porenta Carlo                   | Terst             | městská                                   | 1. voličský sbor                                                       |                                | Rezign. oznám. na schůzi 19. 10. 1876. |
| Portugall Ferdinand             | Štýrsko           | městská                                   | Štýrský Hradec, předměstí                                              | Klub pokroku                   | |
| Posch Alois                     | Štýrsko           | venkovských obcí                          | Bruck, Leoben atd.                                                     | Klub pokroku                   | Slib složil 25. 1. 1877. |
| Posselt Kajetan                 | Čechy             | velkostatkářská                           |                                                                        | Klub levého středu             | |
| Práchenský Josef Stanislav      | Čechy             | městská                                   | Jičín, Sobotka atd.                                                    |                                | Z politic. důvodů se nedostavil do sněmovny, jeho mandát pak i přes opak. zvolení prohlášen za zaniklý. |
| Prato Giovanni                  | Tyrolsko          | městská                                   | Trento, Cles atd.                                                      | Klub levice                    | Rezign. oznám. na schůzi 20. 10. 1874. |
| Pražák Alois                    | Morava            | venkovských obcí                          | Boskovice, Tišnov, Nové Město atd.                                     | Hohenwartův klub               | Slib složil 21. 1. 1874. |
| Promber Adolf                   | Morava            | městská                                   | Kroměříž, Uh. Hradiště atd.                                            | Klub pokroku                   | |
| Proskowetz Emanuel              | Morava            | obch. a živnost. komor                    | Olomouc                                                                | Klub levice, pak Klub pokroku  | |
| Rainer Bernhard                 | Štýrsko           | venkovských obcí                          | Bruck, Leoben atd.                                                     |                                | Zemřel 3. 11. 1876. |
| Rapp Johann                     | Tyrolsko          | venkovských obcí                          | Schwaz, Kufstein, Kitzbichl atd.                                       |                                | Slib složil 21. 1. 1874, rezign. oznám. na schůzi 18. 3. 1875. |
| Razlag Radoslav                 | Kraňsko           | venkovských obcí                          | Postojna, Planina atd.                                                 | nezařazený                     | |
| Rechbauer Karl                  | Štýrsko           | městská                                   | Štýrský Hradec                                                         | nezařazený                     | |
| Renney von Herszeny Orestes     | Bukovina          | venkovských obcí                          | Rădăuți, Suceava, Câmpulung atd.                                       |                                | |
| Richter Franz                   | Čechy             | městská                                   | Šluknov, Haňšpach atd.                                                 | Klub levice                    | [ 27 ] |
| Rieger František Ladislav       | Čechy             | městská                                   | Praha, Nové Město                                                      |                                | Z politic. důvodů se nedostavil do sněmovny, jeho mandát pak i přes opak. zvolení prohlášen za zaniklý. |
| Riese-Stallburg Anton           | Čechy             | velkostatkářská                           |                                                                        | Klub levého středu             | |
| Ritter Valerius                 | Korutany          | městská                                   | St. Veit, Friesach, Wolfsberg atd.                                     |                                | |
| Rodler Wilhelm                  | Dol. Rakousy      | venkovských obcí                          | Hernals, Klosterneuburg atd.                                           | Nový klub pokroku              | |
| Rohrmann Moritz                 | Slezsko           | velkostatkářská                           |                                                                        |                                | Slib složil 22. 10. 1878. |
| Rosenauer Wenzel                | Čechy             | venkovských obcí                          | Krumlov, Kaplice, Jindřichův Hradec atd.                               | Klub levice                    | Zemřel 1874. |
| Roser Franz Moritz              | Čechy             | venkovských obcí                          | Trutnov, Vrchlabí atd.                                                 | Klub pokroku                   | |
| Roth Karel                      | Čechy             | městská                                   | Čáslav, Kutná Hora atd.                                                |                                | Z politic. důvodů se nedostavil do sněmovny, jeho mandát pak i přes opak. zvolení prohlášen za zaniklý. |
| Rubinstein Isaak                | Bukovina          | obch. a živnost. komor                    | Černovice                                                              |                                | Zemřel 1. 9. 1878. |
| Ruczka Ludwik                   | Halič             | velkostatkářská                           |                                                                        | Polský klub                    | Slib složil 10. 11. 1873. |
| Russ Victor Wilhelm             | Čechy             | venkovských obcí                          | Litoměřice, Štětí, Ústí atd.                                           | Klub levice, pak nezařazený    | |
| Rydzowski Andrzej               | Halič             | městská                                   | Krakov                                                                 | Polský klub                    | Slib složil 27. 10. 1874. |
| Ryger Anton                     | Morava            | městská                                   | Hranice, Lipník atd.                                                   | Klub levice                    | |
| Rylski Eustachy January         | Halič             | velkostatkářská                           |                                                                        | Polský klub                    | Slib složil 5. 11. 1873. |
| Salm-Reifferscheid Louis        | Čechy             | velkostatkářská                           |                                                                        | Klub levého středu             | |
| Sandner Johann                  | Čechy             | venkovských obcí                          | Cheb, Aš, Kraslice atd.                                                | Klub levice, pak nezařazený    | |
| Sandrinelli Giuseppe            | Terst             | městská                                   | 2. a 3. voličský sbor                                                  |                                | |
| Sanguszko Eustachy Stanisław    | Halič             | venkovských obcí                          | Tarnow, Pilsno, Dombrowa atd.                                          | Polský klub                    | |
| Saxinger Eduard                 | Hor. Rakousy      | městská                                   | Linec, Urfahr atd.                                                     | nezařazený                     | |
| Seidemann Heinrich              | Čechy             | městská                                   | Jablonec, Hodkovice n. Mohelkou atd.                                   | Klub levice                    | Slib složil 10. 11. 1873. |
| Seidl Konrad                    | Štýrsko           | venkovských obcí                          | Maribor, Slovenske Konjice, Slovenj Gradec atd.                        | Klub pokroku                   | |
| Seutter v. Lötzen F. Karl       | Dol. Rakousy      | městská                                   | Vídeň, I. okres                                                        | Klub pokroku                   | Slib složil 22. 10. 1874. |
| Seyffertitz Gebhard             | Tyrolsko          | venkovských obcí                          | Bolzano, Merano atd.                                                   |                                | Slib složil 29. 10. 1875. Kvůli trvalé absenci byl jeho mandát prohlášen na schůzi 6. 3. 1877 za zaniklý. |
| Schaffer Adolf                  | Kraňsko           | obch. a živnost. komor                    | Lublaň                                                                 | Klub levice                    | |
| Scharschmid von Adlertreu Max   | Čechy             | velkostatkářská                           |                                                                        | Klub levého středu             | |
| Schaup Wilhelm                  | Hor. Rakousy      | obch. a živnost. komor                    | Linec, Urfahr atd.                                                     | Klub levice, pak Klub pokroku  | |
| Schier Josef                    | Čechy             | obch. komor                               | Budějovice                                                             | Klub levice                    | |
| Schöffel Josef                  | Dol. Rakousy      | venkovských obcí                          | Hietzing, Bruck, Schwechat atd.                                        | Klub pokroku                   | |
| Schönerer Georg                 | Dol. Rakousy      | venkovských obcí                          | Zwettl, Waidhofen a.d. Thaya, Dobersberg atd.                          | nezařazený                     | Rezign. oznám. dopisem 20. 1. 1877, 9. 3. 1877 po znovuzvolení opět složil slib. |
| Schrank Johann Ferdinand        | Dol. Rakousy      | městská                                   | Vídeň, VII. okres                                                      | Klub demokratů                 | |
| Schrems Johann                  | Hor. Rakousy      | venkovských obcí                          | Ried, Braunau atd.                                                     |                                | |
| Schürer Franz                   | Dol. Rakousy      | venkovských obcí                          | Krems, Mautern, Horn atd.                                              | Klub levice                    | |
| Schwab Adolf                    | Čechy             | obch. a živnost. komor                    | Praha                                                                  | Klub levice                    | |
| Schwarzenberg Karl J. Adolf     | Čechy             | venkovských obcí                          | Sedlčany, Milevsko, Benešov atd.                                       |                                | Z politic. důvodů se nedostavil do sněmovny, jeho mandát pak i přes opak. zvolení prohlášen za zaniklý. |
| Siegl Eduard                    | Slezsko           | venkovských obcí                          | Bruntál, Horní Benešov, Frývaldov atd.                                 |                                | |
| Skene Alfred                    | Dol. Rakousy      | obch. a živnost. komor                    | Vídeň                                                                  | Klub pokroku                   | Slib složil 21. 10. 1875, rezign. oznám. dopisem 29. 1. 1879. |
| Skopec Adolf                    | Čechy             | venkovských obcí                          | Příbram, Hořovice atd.                                                 |                                | Z politic. důvodů se nedostavil do sněmovny, jeho mandát pak i přes opak. zvolení prohlášen za zaniklý. |
| Skrbenský z Hříště Filip        | Morava            | velkostatkářská                           |                                                                        |                                | Rezign. oznám. dopisem 19. 3. 1877. |
| Skrejšovský František           | Čechy             | venkovských obcí                          | Hradec Králové, Jaroměř, Nové Město atd.                               |                                | Z politic. důvodů se nedostavil do sněmovny, čímž jeho mandát prohlášen za zaniklý. |
| Skrzyński Ludwik                | Halič             | velkostatkářská                           |                                                                        | Polský klub                    | Slib složil 1. 2. 1875. |
| Sladkovský Karel                | Čechy             | venkovských obcí                          | Kolín, Poděbrady atd.                                                  |                                | Z politic. důvodů se nedostavil do sněmovny, jeho mandát pak i přes opak. zvolení prohlášen za zaniklý. |
| Smarzewski Seweryn Walenty      | Halič             | velkostatkářská                           |                                                                        | Polský klub                    | Slib složil 5. 11. 1873. |
| Smolka Jan Franciszek           | Halič             | městská                                   | Lvov                                                                   |                                | Rezign. oznám. dopisem 18. 10. 1877. |
| Spaun Max                       | Hor. Rakousy      | městská                                   | Freistadt, Perg, Rohrbach, Enns atd.                                   |                                | Slib složil 22. 10. 1878. |
| Spens-Booden Emanuel            | Slezsko           | velkostatkářská                           |                                                                        |                                | |
| Spiegel Christoph               | Dol. Rakousy      | velkostatkářská                           |                                                                        |                                | Slib složil 18. 12. 1874, zemřel 8. 2. 1876. |
| Srb František                   | Čechy             | venkovských obcí                          | Smíchov, Zbraslav, Rakovník atd.                                       |                                | Z politic. důvodů se nedostavil do sněmovny, čímž jeho mandát prohlášen za zaniklý. |
| Steffens Peter                  | Čechy             | velkostatkářská                           |                                                                        | Klub levého středu             | |
| Steidl Antonín                  | Čechy             | venkovských obcí                          | Plzeň, Kralovice, Klatovy atd.                                         |                                | Z politic. důvodů se nedostavil do sněmovny, čímž jeho mandát prohlášen za zaniklý. |
| Sternbach Ferdinand             | Tyrolsko          | venkovských obcí                          | Innsbruck, Mieders, Sterzing atd.                                      | Hohenwartův klub               | Slib složil 5. 11. 1873. |
| Steudel Johann                  | Dol. Rakousy      | městská                                   | Vídeň, V. okres                                                        | Klub demokratů                 | |
| Stockert Karl                   | Korutany          | venkovských obcí                          | Klagenfurt, Völkermarkt atd.                                           |                                | Rezign. oznám. na schůzi 4. 9. 1877. |
| Stöhr Anton                     | Čechy             | městská                                   | Stříbro, Kladruby atd.                                                 | Klub levice                    | |
| Stradi Nazario                  | Istrie            | velkostatkářská                           |                                                                        | Italský klub                   | Slib složil 16. 9. 1877. |
| van der Strass Karl             | Morava            | městská                                   | Nový Jičín, Štramberk atd.                                             | Klub levice                    | |
| Streer von Streeruwitz Adolf    | Čechy             | venkovských obcí                          | Stříbro, Horš. Týn, Přimda atd.                                        | Klub levice, pak nezařazený    | |
| Stryzza Eugen                   | Bukovina          | velkostatkářská                           | 2. voličský sbor                                                       | nezařazený                     | Slib složil 5. 12. 1876. |
| Sturm Eduard                    | Morava            | městská                                   | Jihlava, Třebíč atd.                                                   | Klub levice, pak Klub pokroku  | |
| Sueß Eduard                     | Dol. Rakousy      | městská                                   | Vídeň, II. okres                                                       | Klub levice                    | |
| Sueß Friedrich                  | Dol. Rakousy      | venkovských obcí                          | Sechshaus atd.                                                         | Klub levice                    | |
| Suida Franz                     | Čechy             | obch. a živnost. komor                    | Liberec                                                                | Klub levice                    | Rezign. oznám. na schůzi 19. 10. 1876. |
| Suppan Josef                    | Kraňsko           | městská                                   | Postojna, Idrija atd.                                                  | Klub levice                    | Slib složil 10. listopadu 1873. |
| Suttner Gustav                  | Dol. Rakousy      | velkostatkářská                           |                                                                        |                                | |
| Svátek Vavřinec                 | Čechy             | venkovských obcí                          | Písek, Strakonice, Blatná atd.                                         |                                | Z politic. důvodů se nedostavil do sněmovny, jeho mandát pak i přes opak. zvolení prohlášen za zaniklý. |
| Syz Jakob                       | Štýrsko           | obch. a živnost. komor                    | Štýrský Hradec                                                         | Klub levice                    | Rezign. oznám. na schůzi 19. 10. 1876. |
| Szwedzicki Jakob                | Halič             | venkovských obcí                          | Lvov, Jaworow atd.                                                     | Rusínský klub                  | |
| Šimáček František               | Čechy             | venkovských obcí                          | Karlín, Brandýs atd.                                                   |                                | Z politic. důvodů se nedostavil do sněmovny, čímž jeho mandát prohlášen za zaniklý. |
| Škarda Jakub                    | Čechy             | městská                                   | Písek, Domažlice atd.                                                  |                                | Z politic. důvodů se nedostavil do sněmovny, čímž jeho mandát prohlášen za zaniklý. |
| Šrom František Alois            | Morava            | venkovských obcí                          | Val. Meziříčí, Uh. Brod, Místek atd.                                   | Hohenwartův klub               | Slib složil 23. 1. 1874. |
| Tacco Rudolf                    | Gorice a Gradiška | velkostatkářská                           |                                                                        |                                | |
| Tarnowski Jan                   | Halič             | venkovských obcí                          | Ropczyce, Mielec, Tarnobrzeg atd.                                      |                                | Slib složil 5. 11. 1873, rezign. oznám. dopisem 1. 10. 1877. |
| Terlago Robert                  | Tyrolsko          | velkostatkářská                           | 2. voličský sbor                                                       |                                | Slib složil 19. 10. 1877. |
| Tersch Emil                     | Morava            | velkostatkářská                           |                                                                        |                                | Slib složil 5. 11. 1878. |
| Teuschl Josef                   | Terst             | obch. a živnost. komor                    | Terst                                                                  | Klub levice                    | Rezign. oznám. na schůzi 19. 10. 1876, po znovuzvolení 24. 10. 1876 opět složil slib. |
| Theumer Josef                   | Čechy             | městská                                   | Karlovy Vary, Jáchymov atd.                                            | Klub levice                    | |
| Thomas Franz                    | Čechy             | městská                                   | Falknov, Loket atd.                                                    | Klub levice, pak nezařazený    | |
| Thurn-Balsassina Gustav         | Kraňsko           | velkostatkářská                           |                                                                        |                                | Slib složil 20. 2. 1878. |
| Thurn-Balsassina Hyazinth       | Kraňsko           | velkostatkářská                           |                                                                        |                                | Zemřel 1877. |
| Thurnher Johann                 | Vorarlbersko      | venkovských obcí                          | Feldkirch, Bludenz, Montafon                                           | Hohenwartův klub               | Slib složil 10. 12. 1873. |
| Tilšer František                | Čechy             | městská                                   | Příbram, Březové Hory atd.                                             |                                | Z politic. důvodů se nedostavil do sněmovny, čímž jeho mandát prohlášen za zaniklý. |
| Tinti Karl                      | Dol. Rakousy      | velkostatkářská                           |                                                                        |                                | |
| Tomaszczuk Constantin           | Bukovina          | venkovských obcí                          | Černovice, Storožynec, Siret atd.                                      | Klub levice                    | |
| Tonner Emanuel                  | Čechy             | venkovských obcí                          | Písek, Strakonice, Blatná atd.                                         |                                | Z politic. důvodů se nedostavil do sněmovny, čímž jeho mandát prohlášen za zaniklý. |
| Torosiewicz Emil                | Halič             | velkostatkářská                           |                                                                        |                                | Slib složil 10. 11. 1873, rezign. oznám. na schůzi 21. 2. 1876. |
| Trojan Alois Pravoslav          | Čechy             | venkovských obcí                          | Příbram, Hořovice, Rokycany atd., pak Smíchov, Zbraslav, Rakovník atd. |                                | Z politic. důvodů se nedostavil do sněmovny, jeho mandát pak i přes opak. zvolení prohlášen za zaniklý. Opětovně byl zvolen za kurii venkovských obcí, obvod Karlín.                                                                             |
| Tyszkiewicz Zdzisław            | Halič             | venkovských obcí                          | Rzeszow, Kolbuszowa atd.                                               | Polský klub                    | Slib složil 10. 11. 1877. |
| Ujejski Kornel                  | Halič             | velkostatkářská                           |                                                                        | Polský klub                    | Slib složil 7. 12. 1877, rezign. oznám. na schůzi 22. 10. 1878, po znovuzvolení 4. 11. 1878 opět složil slib. |
| Umlauft Johann                  | Dol. Rakousy      | městská                                   | Vídeň, IV. okres                                                       | Klub demokratů                 | |
| Urbánek Ferdinand               | Čechy             | venkovských obcí                          | Hradec Králové, Jaroměř, Nové Město atd.                               |                                | Z politic. důvodů se nedostavil do sněmovny, čímž jeho mandát prohlášen za zaniklý. |
| Valussi Eugenio Carlo           | Gorice a Gradiška | venkovských obcí                          | Gradiška, Cormòns, Cervignano, Monfalcone                              | Hohenwartův klub               | Rezign. oznám. dopisem 23. 6. 1877 z politických důvodů. |
| Venturi Gustavo                 | Tyrolsko          | venkovských obcí                          | Cles, Fondo, Cavalese atd.                                             | Klub levice                    | Rezign. oznám. dopisem 23. 6. 1877. |
| Veselý Hubert                   | Čechy             | venkovských obcí                          | Karlín, Brandýs, Český Brod atd.                                       |                                | Zvolen v lednu 1874. Z politických důvodů se nedostavil do sněmovny, čímž jeho mandát prohlášen za zaniklý. |
| Vicentini Raffaele              | Gorice a Gradiška | velkostatkářská                           |                                                                        | Italský klub                   | Slib složil 21. 9. 1877. |
| Vidulich Francesco              | Istrie            | městská / obchodních a živnost. komor     | městská Istrie / Rovinj                                                | Klub levice                    | |
| Villani Karel Drahotín          | Čechy             | městská                                   | Tábor, Pacov, Humpolec atd.                                            |                                | Z politic. důvodů se nedostavil do sněmovny, čímž jeho mandát prohlášen za zaniklý. |
| Vitezić Dinko                   | Istrie            | venkovských obcí                          | Pazin, Volosko, Cherson, Lošinj atd.                                   | Hohenwartův klub               | |
| Vojnović Đorđe                  | Dalmácie          | venkovských obcí                          | Kotor, Risan, Budva                                                    |                                | Slib složil 18. 2. 1879. |
| Vošnjak Josip                   | Štýrsko           | venkovských obcí                          | Celje, Brežice atd.                                                    | Hohenwartův klub               | |
| Wächter Otto                    | Čechy             | velkostatkářská                           |                                                                        | Klub levého středu             | |
| Wagner Heinrich                 | Bukovina          | obch. a živnost. komor                    | Černovice                                                              |                                | Slib složil 29. 10. 1878. |
| Waibel Johann Georg             | Vorarlbersko      | městská / obchodních a živnost. komor     | Bregenz, Feldkirch atd. / Feldkirch                                    |                                | Slib složil 10. 12. 1878. |
| Waldert Anton                   | Čechy             | venkovských obcí                          | Planá, Teplá, Tachov atd.                                              | Klub levice                    | Slib složil 10. 12. 1878. |
| Wallis Karl                     | Čechy             | velkostatkářská                           |                                                                        | Klub pokroku                   | Slib složil 10. 11. 1873. |
| Walterskirchen Robert           | Štýrsko           | městská                                   | Judenburg, Neumarkt, Murau atd.                                        | Klub pokroku                   | |
| Wanka Franz                     | Čechy             | velkostatkářská                           |                                                                        | Klub levého středu             | |
| Weber František                 | Morava            | venkovských obcí                          | Hustopeče, Kyjov atd.                                                  | Hohenwartův klub               | Slib složil 21. 1. 1874. |
| Wedl Josef                      | Dol. Rakousy      | městská                                   | Wiener-Neustadt, Neunkirchen atd.                                      | Nový klub pokroku              | |
| Weeber August                   | Morava            | městská                                   | Olomouc, Prostějov, Něm. Brodek atd.                                   | Klub levice                    | |
| Wegscheider Johann              | Salcbursko        | městská                                   | St. Johann, Werfen, Hof-Gastein atd.                                   |                                | |
| Weichs Friedrich                | Hor. Rakousy      | městská                                   | Ried, Braunau, Mattighofen, Schärding atd.                             |                                | Zemřel 5. 12. 1873. |
| Weigel Ferdynand                | Halič             | městská                                   | Krakov, Wieliczka atd.                                                 | Polský klub                    | Slib složil 10. 11. 1873. |
| Weinhandl Johann                | Štýrsko           | venkovských obcí                          | Feldbach, Radkersburg atd.                                             | Hohenwartův klub               | |
| Weinrich Karl Daniel            | Čechy             | velkostatkářská                           |                                                                        | Klub levého středu             | Rezign. oznám. dopisem 28. 2. 1878. |
| Weiß Adolf                      | Čechy             | velkostatkářská                           |                                                                        | Klub levého středu             | |
| Weiss von Starkenfels Victor    | Hor. Rakousy      | venkovských obcí                          | Schärding, Engelszell, Eferding atd.                                   | Hohenwartův klub               | |
| Wereszczyński Józef             | Halič             | velkostatkářská                           |                                                                        |                                | Slib složil 24. 10. 1874, rezign. oznám. na schůzi 12. 1. 1878. |
| Wężyk Leonard                   | Halič             | velkostatkářská                           |                                                                        |                                | Slib složil 10. 11. 1873, zemřel 1876. |
| Wickhoff Franz                  | Hor. Rakousy      | městská                                   | Steyr, Kremsmünster, Kirchdorf atd.                                    | Klub levice                    | |
| Wildauer v. Wildhausen T.       | Tyrolsko          | městská / obchodních a živnost. komor     | Innsbruck, Hall atd. / Innsbruck                                       |                                | |
| Winkler Andrej                  | Gorice a Gradiška | venkovských obcí                          | Gorice, Tolmin, Sežana atd.                                            |                                | |
| Wittmann Paul                   | Terst             | městská                                   | 1. voličský sbor                                                       |                                | Slib složil 19. 10. 1876. |
| Włodek Roman                    | Halič             | venkovských obcí                          | Bochnia, Brzesko atd.                                                  | Polský klub                    | Slib složil 15. 2. 1878. |
| Wodzicki Ludwik                 | Halič             | venkovských obcí                          | Rzeszów, Kolbuszowa atd.                                               |                                | Slib složil 10. 11. 1873, rezign. oznám. na schůzi 4. 9. 1877. |
| Wolfrum Karl                    | Čechy             | městská                                   | Ústí, Chabařovice atd.                                                 | Klub levice                    | |
| Wolkenstein-Trostburg Leopold   | Čechy             | velkostatkářská                           |                                                                        |                                | Slib složil 22. 10. 1878. |
| Wolski Ludwik                   | Halič             | městská                                   | Lvov                                                                   | Polský klub                    | Slib složil 19. 12. 1877. |
| Wörz Josef                      | Tyrolsko          | venkovských obcí                          | Schwaz, Kufstein, Kitzbichl atd.                                       | Hohenwartův klub               | Slib složil 26. 10. 1875. |
| Woynarowicz Johann              | Bukovina          | městská                                   | Suceava, Siret, Rădăuți                                                | Klub levice                    | |
| Wurm Ignác                      | Morava            | městská                                   | Holešov, Bystřice p. Hostýnem atd.                                     | Hohenwartův klub               | Slib složil 21. 1. 1874. |
| Zaillner Innocenz               | Morava            | venkovských obcí                          | Nový Jičín, Hranice atd.                                               | Klub levice, pak nezařazený    | |
| Zaklynskyj Oleksij              | Halič             | venkovských obcí                          | Stanislavov, Bohorodčany atd.                                          | Rusínský klub                  | |
| Zallinger-Stillendorf Franz     | Tyrolsko          | městská                                   | Brixen, Sterzing atd.                                                  | Hohenwartův klub               | Slib složil 26. 10. 1875, rezignace 23. 3. 1877, po znovuzvolení 4. 7. 1877 opět složil slib. |
| Zborowski Ignacy                | Halič             | městská                                   | Brody, Zoločiv                                                         |                                | Slib složil 22. 10. 1878. |
| Zedtwitz Karl Moritz            | Čechy             | velkostatkářská                           |                                                                        | Klub levého středu             | |
| Zeilberger Johann               | Hor. Rakousy      | venkovských obcí                          | Linec, Florian, Steyr atd.                                             | Hohenwartův klub               | |
| Zeithammer Antonín Otakar       | Čechy             | venkovských obcí                          | Jičín, Hořice, Jilemnice                                               |                                | Z politic. důvodů se nedostavil do sněmovny, jeho mandát pak i přes opak. zvolení prohlášen za zaniklý. |
| Zelený Václav                   | Čechy             | venkovských obcí                          | Něm. Brod, Polná, Ledeč atd.                                           |                                | Z politic. důvodů se nedostavil do sněmovny, jeho mandát pak i přes opak. zvolení prohlášen za zaniklý. |
| Zschock Ludwig                  | Štýrsko           | obch. a živnost. komor                    | Leoben                                                                 | Klub pokroku                   | |
| Zyblikiewicz Mikołaj            | Halič             | městská                                   | Krakov                                                                 |                                | Rezign. oznám. na schůzi 20. 10. 1874. |
| Žák Jan                         | Čechy             | městská                                   | Pardubice, Holice atd.                                                 |                                | Z politic. důvodů se nedostavil do sněmovny, jeho mandát pak i přes opak. zvolení prohlášen za zaniklý. |